# La flauta dels sis barrufets (pel·lícula de 1975)
La flauta dels sis barrufets (títol original: La Flûte à six schtroumpfs) és una pel·lícula d'animació belga de 1975 coproduïda per Éditions Dupuis i Belvision Studios. La pel·lícula és una adaptació del còmic del mateix nom de 1958 de la sèrie Jan i Trencapins. A Bèlgica i Suïssa, la pel·lícula es va estrenar als cinemes l'any 1975 i aviat s'estrenaria a França l'any 1976.
Ha estat doblada al català i estrenada als cinemes l'any 1980 gràcies a l'esforç conjunt de Cavall Fort, Drac Màgic i Rialles.

## Argument
Trencapins ha trobat una flauta que té el poder de fer ballar fins a la letargia a qualsevol que escolti la seva melodia, però Mateu li la roba per robar l'or a qualsevol. Per recuperar-lo, Jan i Trencapins demanen l'ajuda de l'encantador Sapastrus, i dels Barrufets, que van fer aquesta flauta màgica.

## Repartiment
| Personatge            | Veu original     | Veu catalana          |
| --------------------- | ---------------- | --------------------- |
| Jan                   | William Coryn    | Joan Pera             |
| Trencapins            | Michel Modo      | Miquel Cors           |
| El Rei                | Georges Pradez   | Vicenç Manel Domènech |
| Mateu de Buguerac     | Albert Médina    | Eduard Lluís Muntada  |
| Gran Barrufet         | Michel Elias     | Josep Maria Angelat   |
| Sapastrus             | Henri Crémieux   | Felipe Peña           |
| Mercader              | Angelo Bardi     | Ricard Solans         |
| Senyor de la Mortalla | Jacques Dynam    | Carles Sales          |
| Gertrudis             | Ginette Garcin   | Marta Martorell       |
| Pescador              | Henri Labussière | Manuel Lázaro         |
| Guarda                | Serge Nadaud     | Francisco Garriga     |

## Curiositats
- La pel·lícula és l'adaptació no d'un àlbum dels barrufets sinó del 9è àlbum de Jan i Trencapins, on va tenir lloc la primera aparició dels barrufets. Quan va aparèixer com a sèrie al Spirou, es titulava "La Flûte à six trous".
- El guió i les cançons van ser fets per Peyo i Yvan Delporte, mentre que la producció va ser dirigida per José Dutillieu.
- Altres tres pel·lícules realitzades pels estudis Hanna-Barbera han protagonitzat els barrufets al cinema: V'la les Schtroumpfs, Le Bébé Schtroumpf i Els petits barrufets.

## Banda original
- La leçon de schtroumpf
- La Flûte à six schtroumpfs
- La présentation des schtroumpfs
- Le duel des flûtes
- Ode au Vainqueur
- Le ballet de Torchesac
- Arrivée au pays des Schtroumpfs
- Hymne au travail
- Pirlouit et la flûte
- La fête
- La Ballade de la Gente Dame
- Le tournoi
- Le roi et la flûte
- Pirlouit contre Torchesac
- Le retour au château

## Cançons del film
- Els Barrufets no són iguals, interpretada del Josep Maria Angelat i molt altres
- Barrufem, interpretada del Miquel Cors i molt altres